# 木村修治
木村 修治（きむら しゅうじ、1950年〈昭和25年〉2月5日 - 1995年〈平成7年〉12月21日）は、日本の板前（寿司職人）、誘拐殺人犯・死刑囚（死刑確定者）。愛知県名古屋市中区塚越町（現：中区新栄三丁目）出身。
愛知県海部郡蟹江町のヘルスセンター「富吉温泉」で、妻の家族らとともに寿司店「寿し富」を共同経営していたが、30歳だった1980年（昭和55年）12月2日、名古屋市中川区で女子大生A（当時22歳：金城学院大学3年生）を誘拐・殺害し、Aの家族に身代金3,000万円を要求する事件（名古屋女子大生誘拐殺人事件）を起こした。動機は、不倫やギャンブルなどが原因で約2,800万円の借金を抱え、その返済に窮したことだった。翌1981年（昭和56年）1月20日に愛知県警察によって逮捕され、後にみのしろ金目的誘拐・拐取者みのしろ金要求、殺人、死体遺棄の罪で起訴された。刑事裁判の結果、1987年（昭和62年）8月6日に最高裁で死刑判決が確定し、1995年12月21日に名古屋拘置所で死刑を執行されている（45歳没）。

## 生い立ち
修治は1950年2月5日、本籍地の名古屋市中区塚越町で、次男として出生した。修治には2歳年上の兄がおり、兄は地元でも有名な優等生だった。修治が生まれ育った塚越町を含む「王子地区」はいわゆる同和地区（被差別部落）であり、修治が就学した名古屋市立王子小学校も、同和地区内の小学校だった。しかし修治は小学生時代、自分が同和地区出身であることを意識したことがなかったどころか、同和地区とは何たるかも知らなかったという。
修治の父親は部落および屠場のまとめ役で、一般の部落の住民より裕福な暮らしをしており、修治の母親も夫（修治の父親）とともに屠場で働いていた。修治の父親は戦後復員したが、病気がちのために入院したままで、修治を一度も抱くことなく、修治の生後4か月で病死した。その後は牛のすじ肉を販売する仕事をしていた祖父が、修治たちの生活を支えていたが、彼も修治が7歳だった1957年（昭和32年）5月に死去している。そのため、母は修治らを養育すべく、祖父の生業や内職、生命保険の外交員を経て、1965年（昭和40年）以降は地区外に分院を有していた地区内の個人病院に勤めるようになり、修治が事件を起こすまで15年間にわたって同院の事務長を務めていた。修治自身は、母の「どこに出しても恥ずかしくない家庭を作ろう。誰からも後ろ指をさされることのない人間であろう」という思想・理念に影響を受け、自身も「愚かで弱い自分を見せたくない、見せられない」という意識を抱くようになったが、自分は母や兄とは違い、それを実践できる能力を持たなかったことから、背伸びしたり自己を抑圧したりしては失敗や挫折を繰り返し、やがては出自を知ったこともあって劣等感が身につき、その反動として虚栄心や自惚れを抱くようになった、と自己分析している。
幼少期の修治は虚弱体質で、小学3年生になるまではほとんど運動ができず、体育の時間はいつも見学していたが、3年生になってからは一転して活発に外で遊び回るようになった。4年生の時、自身の遠戚にあたる小学校教師（修治は彼を「大きい兄ちゃん」と呼び慕っていた）が修治宅に下宿するようになり、修治は彼の影響で教師を志すようになった。一方でこのころ、地区外のそろばん塾に通うようになったが、このころから自身の地元地区の子供たちの言葉遣いや行動を粗雑に思うようになり、それに嫌悪感を抱くようにもなった。

### 中学時代
修治は王子小学校を卒業し、1962年（昭和37年）4月、名古屋市立白山中学校に入学した。白山中学校には当時、王子小のほか、老松・千早・新栄の各小学校からも生徒が進学しており、その規模は1学年約350人ほどだった。中学時代は教員になるビジョンを持っており、明るい性格で、成績は中位であり、行動評価も「温厚、まじめ」だった。
修治が1年生だった同年9月21日から9月24日にかけ、同中学校で3年生の生徒たちが睡眠薬を飲んで教師に暴力をふるい、器物を次々に破壊するという集団校内暴力事件（白山中学校事件）を起こした。加害者はいずれも王子小の出身者たちで、彼らが同和地区出身であることを理由に差別的な扱いを受け、それに対する反感を爆発させたことによるものだった。この事件では警察が介入する事態になったが、その際に補導・鎮圧された生徒の中には、修治の2歳年上の兄もいた。この事件をきっかけに、修治は自身が同和地区出身者であることや、それが地区外の者から長年にわたって差別の対象とされてきたことを知り、「内向的な性格の上に大きな劣等感が覆い被さることになった」という。一方、上告審で木村の弁護人を担当した安田好弘は、木村が「たまたま家庭が裕福だったことや、母親の影響から「我が家は別格だ」として地域の人たちを差別すると同時に、被差別部落出身以外の者に対して自分を卑下し、卑屈になっていた。」という旨を述べている。
この事件以降、修治はそれまで内心見下していた地区内出身の同級生たちと交流を深めるようになり、やがては「差別に負けず、誰も差別しない優しい人間になろう」という目標を抱くようになる。しかし白山中では当時、部落外の進学希望者や成績良好者を対象とした能力別学級編成を取る一方、部落出身の生徒たちを差別するような教育が行われていた。部落出身の生徒のほとんどは「就職組」に分けられた一方、修治は「進学組」に分けられていたが、卒業を間近に控えたころ、日ごろ大人しかった1人の生徒を殴打する事件を起こした。修治が理由もなく他人に暴力を振るったのは、後に起こした誘拐殺人事件を除けばこの1件だけであり、同時に被害者の生徒に謝罪できなかったこともあって、修治自身にとっても苦い思い出となっていた。

### 高校中退
1965年（昭和40年）4月、修治は市立菊里高校定時制（後の名古屋市立錦高校）の普通科に入学した。修治は高校進学に当たり、公立1本に絞って合格した兄の影響で自身も普通科の有名高校を受験したが、失敗に終わり、母親からは私立高校の受験を勧められたものの、経済的負担を負わせたくない気持ちから、かろうじて合格した菊里高校定時制に入学した。
昼間は税理士事務所や、ビール会社、出版会社で働きながら通学し、クラブ活動の野球に打ち込んでいた。1年生の時は243日のうち30日欠席していたが、2年生になると中退した9月までの109日のうち、40日欠席するようになった。また2年生の時、楽しみにしていた野球の対外試合の直前に盲腸の手術のため入院し、試合に出場できなくなった。そのショックに加え、親友が退学することになったことも重なり、1966年（昭和41年）9月30日に中退。その際、退学理由として「勉学の意欲を失ったため」と記しており、それと同時に社長夫妻から可愛がられていた職場も退職している。
一方、定時制高校に通い始めてから麻雀を覚え、それが中退の原因になったという近隣住民の証言も報道されている。修治自身は、「同和地区出身者であるところからもたらされていた劣等感は、高校中退によって生じた中学卒でもなく、かと言って高校卒でもないいわゆるドロップアウトしたという気持と重なり合って更に大きなものとなり、私はそれを抱えたまま一六才で家を離れ社会へ出ることとなりました。」と回顧している。

## 寿司職人に
高校中退後、木村は半年ほど遊び人仲間の屯している場所に出入りし、パチンコ・麻雀に明け暮れる自堕落な生活を送っていたが、母から「今のままではよくないのではないか。今後のことを考えるべきではないのか」と言われたことをきっかけに、手に職をつけようとする。木村は魚の行商を営んでいた祖父の弟（大叔父）を通じて就職先を探し、その同業者である甲（後の義父）からの口利きで、1967年（昭和42年）2月ごろから、一宮市殿町一丁目の寿司店に住み込みで就職した。これは17歳になった直後のことであり、木村はこの店で働いていた5年2か月間、「自分にとっての暗部を人に見せないこと」に最も気を配っていた旨を回顧している。
木村はこの店に勤め始めて以降、仕事に熱心に取り組み、店主からも仕事の覚えの早さを重宝されていた。やがて働きながら調理師免許を取得したが、一宮市は中心部に競輪場を有し、周辺都市にも競輪場や競馬場が多かったことから、ギャンブル熱が盛んで、木村が勤めていた店にもギャンブルに熱中する者や、「ノミ屋」が多く出入りしていた。ギャンブルで負けが込むようになった木村は、1972年（昭和47年）4月7日、同店の前にあった「青年の家」からテープレコーダー3台を盗む窃盗事件を起こして逮捕された。木村はその3か月後に起訴され、懲役1年（執行猶予2年）の有罪判決を受けた。
この事件の直後も、店からは真面目さを買われて慰留されていたが、木村は店を辞め、それ以降は名古屋のオフィス街にある寿司屋で働いていた。『朝日新聞』 (1981) によれば、一宮の店を辞めた後は名古屋市中区東新町の寿司屋に移っていた。最初の勤め先は、寿司だけでなく会席料理・天ぷら・鍋料理などの和食を提供していた店で、木村はそこで大叔父から調理の指導を受けながら腕を上げ、窃盗事件から半年後、シンガポールのブキテマ通りにある「日本人クラブ」に和食の板前として勤めることが決まる。
しかし、そこに勤めることを決めた直後、大叔父から「甲が蟹江町で新しい店を出す。寿司職人を探しているから行ってやれ」と話を持ちかけられた。木村は未知の土地であるシンガポールで自分の可能性を追求しようとしていたため、当初は固辞したが、当時は兄の転勤話が出ており、大叔父から「母を1人にする気か」と強く要請されたこともあって、シンガポール行きを断念。1972年12月、海部郡蟹江町の「富吉温泉」内に寿司屋「寿し富」を開店することとなった甲に乞われ、名古屋市内の実家から同店に通勤する形で働くようになった。

## 結婚
「寿し富」は甲の妻（後の義母）が経営しており、木村は彼女や甲夫婦の長女・乙とともに店の中心となって働いた。乙は木村と同い年の女性で、弟2人がいたが、1人娘ということで両親からは溺愛されていた。「寿し富」はカウンターだけの小さな店だったが、当時はかなり盛況しており、板前が木村1人しかいなかったこともあって、正月や盆の休みもなく早朝から深夜まで働き続ける毎日だった。木村は出自や執行猶予中であったことから生じていた自身の劣等意識を、仕事に打ち込むことで克服しようとしていた旨を述べている。一方、甲は魚の卸業をしていたが、木村は「周囲の人たちから評価される人間でなければならないとする思いにとらわれ、批判されたり嫌われたりすることは絶対にしないとする人間」という価値観を有していたことから、彼のしたたかな性格を嫌悪していた。また、甲の妻（乙の母親）に対しても「まるでそれが趣味かと思われるほど熱心に他者のあらさがしをしてはあげつらう人」という印象を抱いていた。
木村は甲一家の人々に対し、自身と価値観が著しく乖離しているという印象を抱いており、乙自身に対しても「甘やかされて育った世間知らずのわがままなお嬢さん」という印象を抱いていたが、やがて木村は店の手伝いに来ていた乙と互いに好意を抱くようになり、1974年（昭和49年）初めごろには結婚話が出るようになっていた。甲の妻は特に反対しなかった一方、甲自身は「金もないし、この世界の人間には遊び人が多いから苦労することになる」などと言って娘と木村の結婚に反対し、娘に対し盛んに見合いを勧めていたが、乙はそれを避けながら木村に結婚を強く促した。木村はしばらく逡巡していたが、やがて甲も娘の熱意に折れて態度を軟化させ、結婚を決断する。乙は木村が被差別部落出身であることを知っていたが、その上で木村との結婚を望んでおり、木村も彼女の態度を「自分を評価してくれている」と受け取ったこと、また家庭に対する憧れがあったことが、決断の決め手であった。
木村は同年10月7日に乙と結婚すると、蟹江町蟹江新田大海用7番地の1の借家に新居を構え、「寿し富」は従来通り妻となった乙や義母と3人で続けた。その後、1975年（昭和50年）6月には長男が、1978年（昭和53年）4月には次男が相次いで誕生しており、木村が逮捕された1981年1月時点で長男は5歳、次男は2歳になっていた。なお、乙とは起訴後の1981年3月17日に協議離婚している。

### 夫婦関係の悪化
しかし、乙は実家が新居に近い上、毎日母親と顔を合わせる生活から、自然と実家を頼る傾向にあった。木村は結婚後も乙が両親に依存していることや、乙の両親が自分たち夫婦に干渉してくることを過剰に感じていた。当初は自身の出自や前科ゆえ、乙との結婚に対しては強い借りも感じていたことから、特に不満を口にすることはなかったが、やがてそれが深刻なものに感じられてきたことから、木村は乙との話し合いで「仕事の関係でK町（蟹江町）に住むことになったが、自分は養子に来たのではない」「あまり両親に依存しないでほしい」と求めている。この時は乙も木村の要望に応えたが、しばらくすると元の木阿弥に戻ってしまい、やがて大叔父の娘が結婚差別を受けた際、甲が彼女の縁談について「あんな所にいつまでも住んでいる〔木村の大叔父〕が悪いのだ。〔大叔父〕は父親として失格だ」と放言し、妻や乙もそれに同調するという事件が起きる。この事件をきっかけに、木村は乙との結婚を後悔するようになり、長男が誕生する4か月前には母親に対し、「離婚したい」とまで打ち明けていた。しかし、この時は母親に説得され、木村自身も「結婚を失敗と決めつけるにはまだ早すぎる」と思い直している。
その一方で、1973年には石油ショック、翌1974年には魚介類の水銀汚染騒動が相次いで発生。後者の騒動によって消費者の魚離れが起き、「寿し富」の客入りは悪化した。また「寿し富」の母体であるヘルスセンター（富吉温泉）に出店していたテナント業者は、経営不振に加え、ヘルスセンターの経営者が営業に響くような問題を繰り返し、テナント業者といざこざを起こしていたことが原因で、「寿し富」を除いて次々と撤退していた。また、高額なテナント料などの経費も「寿し富」の経営を圧迫していた。これらの理由から、木村は将来性に不安を感じ、独立を考えていた。また、先述のように乙が自然と実家を頼る傾向にあったことにも不満を感じていたことも、後述のような独立計画につながった。そのような中、1977年（昭和52年）2月には名古屋市議会議員を通じ、かつて入居権を獲得しようとした名古屋市中区の市営住宅（「前津荘」）にあった空き店舗について「前回以上に見込みがある」という話を得る。物件の条件そのものが良いことに加え、知人の多い地元に近いことから、木村はこの店舗を借りて独立することを決意し、乙もその計画に賛成した。市営住宅の入居抽選は年2回行われており、1回目は落選したが、1978年（昭和53年）5月に行われた2回目の抽選で当選し、中村区に新築された市営住宅への入居資格を獲得。その市営住宅と、前津荘の入居権を交換することにより、「前津荘」で寿司店を開業しようとしていた。しかし木村は同年7月初め、「前津荘」への入居の申し込みをした際、手続きの際に応対した市住宅管理下の職員から、自身が同和地区出身者であることを知られ、大勢の前で露骨に侮蔑の態度を取られた。これに対し、木村は「今までの自分の人生の中で最も激しい」憤りを抱いたが、その場で怒りをあらわにすることは出来ず、帰路につく際にはそのことを悔やんでいた。また、寿司屋という仕事は客商売であるため、客と話し込むことも多かったが、木村は仕事中に話題が互いの出身地におよんだ際、自身が同和地区出身者であることを知らない客から「あの辺りには『えった町』がある筈だ」と口にするのを聞いたこともあり、上告趣意書ではこれらのような部落差別を受けてきたことについて以下のように回顧している。
木村は名古屋市住宅管理課から「前津荘」入居への確約を取った翌日、乙とともに義両親に独立計画を打ち明けるが、その計画を知った甲からは「現実性のない計画だ」と反対された。木村や安田は、甲が反対した理由について、乙や孫を自身の手元から離したがらなかったためだと述べている。その翌日、それまでは「早く自分の家が欲しい」と言っていた乙も甲に同調し、反対に転じたことから、木村が乙に真情を問い質したところ、乙は「父親がああ言っている以上、私はそれに逆らいたくない」「どうせ、あんたは養子みたいなものではないか」と放言した。木村はその言葉に著しく傷つき、甲・乙父娘への怒りを抱くと同時に、「言うべきことを言えない」自分自身に対する怒りも抱いていた。
これ以降、木村は「〔乙は〕自分の気持ちを理解しようとしない」と思うようになり、彼女に対する愛情も急速に冷えていった。そして、乙と結婚したこと、それ以前に「寿し富」に就職したこと自体を強く後悔し、離婚も考えたが、かつて自身が母子家庭で育ち、父親がいない寂しさを強く味わってきたことから、子供たちに同じ思いをさせたくないと考え、離婚願望を表出させることさえできなくなっていた。同年8月、木村は甲から「寿し富」の権利を贈与され、経営一切を任されることになった。同年11月、甲は町所有の保留地8筆（40坪：550万円）が売り出されることを聞きつけて乙に購入を勧め、近くに住む兄弟家族らの全名義を借用し、25口申し込んだ（総申込数は90口）。これらの甲の行為は、木村に名古屋への出店を断念させたことへの代償であると同時に、木村を蟹江町に落ち着かせ、二度と名古屋に移ろうという考えを起こさせないためでもあった。木村は、甲が自身の独立を阻止するために蟹江町に家を建てようとしているのだと感じており、落選することを願っていたが、25本のうち1本が当選した。甲夫婦や乙は大いに喜んだが、先述の経緯から木村は強い敗北感・絶望感を抱いていた。木村は1978年12月に不動産を購入し、その支払のため、1979年1月に桑名信用金庫富吉支店から300万円の借入をしている。ローンは5年間の均等払い（月額約6万円）で、支払いは1979年2月以降だったが、このころには既に「寿し富」の経営状態は悪化しており、ローン返済のための6万円も捻出できなくなっていた。

## 生活の崩壊

### ギャンブルによる借金
一方、木村は仕事で暇ができると、もともとギャンブル好きだったことから、日曜日の出勤時にはその通勤経路場にあった場外馬券売場で馬券を購入するようになっていた。さらに寿司屋にはギャンブル好きの客が多いこと、一宮時代から付き合いのあったノミ屋からの執拗な誘いがあったこと、そして結婚から半年ほど後からは乙から小遣いをもらえなくなっていたことなどから、木村はノミ行為にも手を染めるようになり、月に10 - 20万円ほどをノミ行為で稼いでいた。しかし、競馬で負けが込むとそれを取り返そうとさらに大金をつぎ込み、また損をするという悪循環に陥り、1978年には約200万円の借金を抱えた。当時、木村は独立によって義両親の束縛から逃れようとしていたため、乙に借金の件を相談することはできず、母に金を建て替えてもらって借金を清算した。この時、ギャンブルをやめるよう母から忠告され、以後はギャンブル目的で来店する客の中継点としての役割まではやめられなかったものの、自ら賭けを行うことはなくなっていた。
しかし、「前津荘」へ入居して独立する計画が失敗して以降、互いに金を貸し借りしていた親友が急遽大金を必要としたことから、相手に70万円を貸したままになっていたこともあって、欲求不満やストレスを解消しようと、再びギャンブルに手を出すようになる。しかし、70万円を得ようとしたものの逆にノミ屋に80万円の借金を作ってしまい、1979年（昭和54年）1月上旬 - 2月1日の間には、父親代わりだった叔父に150万円を借金して清算している。一方、「寿し富」の収益だけではローンを返済しきれないことから、木村は同年2月1日以降、大叔父の鮮魚の行商の手伝いも始めるようになった。その間、木村は早朝4時に出勤し、名古屋市内にある柳橋市場で鮮魚類を仕入れて各地に配達してから「寿し富」に出て22時ごろまで働くという、勤勉な生活をするようになり、寿司屋の月収約15万円のほか、鮮魚行商の副業からも月20万円近い収入を得るようになり、不自由のない生活を送っていた。また、当時の木村は甲一家に反発を感じていたところ、精神的に彼らの束縛から逃れられる場所に身を置いたことで充実感を感じていたものの、「寿し富」における仕事ではそのような溌剌さが継続せず、やがて強い不満を抱え込むようになった。また、「寿し富」や魚屋の収入はすべて乙に渡しており、小遣いももらっていなかったため、木村にとって収入源はノミ行為とギャンブルだけだった。

### 元同級生との不倫
同年8月8日、木村は中学3年生時のクラス会に出席した際、同級生の女性・丙と再会し、彼女と連絡を取り合うようになる。一方、当時は一番の書き入れ時のお盆に乙や義母が昼過ぎに帰ってしまい、1人で店を切り盛りせざるを得なくなったという出来事があり、これに憤慨した木村はその日の夜、名古屋に出掛けて1人で酒を飲み、サウナで一泊してから翌朝に出勤した。しかし、夜になって帰宅すると乙から、何の連絡もなく外泊したことを詰問され、改めて乙への失望を強めていた。このころ、木村は結婚の際に仲人を務めた父の従弟の家に出入りしていたが、彼の住む町（名古屋市東部郊外）と丙の住んでいた名古屋市名東区が隣接しており、互いの家は車で約10分の距離にあったことから、次第に丙との交流を深めていった。そして9月22日、丙と不倫関係になった際には、「絶対に越えてはいけない一線を越えてしまった」とは自覚していたものの、同時に強い満足感も抱いていた。それ以降、木村は魚屋の仕事を早く終えては丙と逢うような生活を続けていた。木村はこのころ、丙に対し女性としての魅力を強く感じる一方、妻である乙に対しては結婚後の5年間、一度も心から愛しいと思ったことがなかったことに気づいたという旨を述べている。一方、このころから乙は木村に対し、それまでにない積極性を持って夫婦関係を迫るようになってきたが、木村は彼女を避けるようになっていた。また、富吉温泉内に出店していた別の飲食店の従業員によれば、木村はこのころから「寿し富」店内に受信専用の電話を引き、乙が退勤して店内で1人になると、店の入口に「準備中」の札を出して競馬のノミ屋の取り継ぎなどをするようになっていた。
丙は同年11月半ばごろ、夫に対し正式に離婚を求めるようになっていた。しかし同年12月23日、丙が木村と浮気していることを知った彼女の夫が、実姉（丙の義姉）を伴って「寿し富」を訪れ、木村に対し、丙と別れるよう求める。木村は乙の目の前で丙の義姉から「お互いに家庭もあり、子供もいる身なのだから」と説得されたことから、丙と別れることを承諾したが、この時は2人の息子に対する後ろめたさ以外に、不倫関係に対する罪悪感を抱くことはなかったばかりか、「別れられるはずがない」という思いも抱いていたという。しかし、丙は子供を連れて夫と別居するようになり、それまでの名東区の自宅（木村宅があった蟹江町から車で約1時間）から、名古屋市西区の実家（蟹江町から車で約30分）に移った。それを機に、2人はそれまで以上に密会を重ねるようになったが、丙は長男の通園している幼稚園の問題や、実母の目を気にしたことなどから、実家を出て暮らすことを決意し、木村にそのことを相談する。木村は経済的な問題から逡巡したが、結局は丙との関係を優先し、その資金を拠出することを決意した。
丙は1980年1月16日、名東区猪高町内のアパートに移住した。これに対し木村は同年2月、蟹江町の土地を担保に、金融業者から200万円の借金をするなどして、愛人となった丙のアパートの入居費用を負担し、新しい家財道具などを買い揃えた上、乙には「仕事の都合」などと嘘をついては、頻繁に丙宅に泊まり込むという二重生活をするようになった。

### 借金地獄へ
その後、木村は乙には内緒で、丙に渡す毎月約20万円の生活費と、借金の利息月10万円（5分）の計30万円に加え、元金返済分やそれ以前から借りていた母からの借金200万円の利息などに追われるようになり、次第に金銭に窮するようになった。そのような中で、丙からは乙と離婚して自分と結婚するよう求められていたが、木村は借金を清算する必要があったことや、子供たちを見捨てることへの罪悪感があったことなどから、乙との離婚には踏み切れないでいた。
このような状況に加え、木村は丙との関係が乙に露見することを防ぐため、ただでさえ多忙な生活をさらに多忙なものにすることで、丙との関係をカムフラージュしようとした。そのため、「料理や寿司の出前」と称して外泊して夜は名古屋で飲酒や麻雀をし、翌朝は市場に直行するという生活を送るようになった。その支払分野、4月以降は魚屋の得意先を増やしていったことなども重なり、出費が増大したばかりか、ギャンブルでの賭け金などの規模も次第に大きくなっていった。名古屋地裁 (1982) は、木村はこのころから手っ取り早くまとまった金を得る必要に迫られ、やがて一攫千金を夢見て、しばらく遠ざかっていた競輪・競馬などのギャンブルに再び手を出すようになったと認定されている。しかし、心身ともに余裕がなかったことから勝てる可能性は低く、負けが込むようになり、さらに各地の金融業者や親類、知人から借金をして再びギャンブルに注ぎ込むようになった。加えて前年2月以降、過酷な労働が続いたことによって疲労が蓄積し、丙宅に泊まる頻度が増えたことや、魚屋の得意先が増えたことによって行動範囲が広まったことなども重なり、丙との関係さえ億劫に感じるほど疲弊していった。やがては毎朝高速道路（名古屋 - 一宮間）を時速150 km/h以上のスピードで走行したり、信号待ちの間に居眠りしたりしてしまったりするようになった。また、9月ごろには眼精疲労によって視力が極端に低下していた。
そして、競輪・競馬のノミ屋にも多額の申し込みをして借金を作り、挙句の果てには大叔父に支払うべき鮮魚行商の売上金にも手を付ける有様となった。木村が借金をした相手の大半は、ヤクザが絡んだ「ノミ屋」や「暴力金融」で、9月末には魚を収めかけた得意先の魚の主人が闇金融を経営していることを知り、彼から300万円（利息は月7分）を借金し、10月末には高利貸しから月8分の利息で200万円を借金した。後者の高利貸しは木村の魚屋の得意先でもあり、様々なルートと繋がりを持っていたほか、借金を返済できないと債務者をタコ部屋に送り込んだり、その妻をソープランドで働かせたりなどといった強引な取り立てをしていた。木村は特に、250万円を借りていた一宮のノミ胴元からの取り立てについて「自分の生命に危険を感じるほど厳しいものだった」と述べている。
このころには一度のギャンブルで300 - 400万円を賭けるようになり、時には午後の2、3時間店を閉め、一攫千金を目論んで車で約30分の距離にあった競馬場（名古屋競馬場）へ出掛けるようなこともあった。同年11月20日 - 25日の6日間、木村は苦境を打開しようと2軒のノミ屋（他の暴力団と抗争事件を起こしていた地元の暴力団や、一宮の暴力団関係者と関係していた）で大勝負を賭けたが、いずれも失敗に終わり、各250万円ずつ（計500万円）の負け分を作った。同月ごろ、木村の借金は総額約2,800万円（利息だけで月約80万円）に達し、返済を迫られるようになったが、金策の宛もない上に、もともと不倫関係を発端とする借金だけに、誰にも相談することができず、一時は自殺も考えていた。しかし、母や子供のことが思い浮かんだことや、「自分という人間は自殺など絶対にしないだろう」という自信のようなものがあったことから、自殺には至らなかった。一方、ノミ行為などによる借金は警察沙汰になればすべて踏み倒せることも知っていたが、木村はそのような考えを思い浮かべることも、逃亡や蒸発などの「〔自殺と同じく〕自分のイメージを崩してのもの」である方法で借金を踏み倒すことも考えず、あくまで自分だけの力で誰にも知られないように借金を完済しようとしていた。このような状況に追い込まれてもなお、木村は競馬場で丙から借りた40万円を賭けて約10万円を損していた。
また、木村は同年10月に寿司種を卸していた取引先である尾西市の寿司店主・戊からも「丙の子供が脳腫瘍で、手術しないと助からない」と嘘を言い、11月末を返済期限とした上で500万円を借金しており、事件当日には彼からも返済を迫られていた。この時、木村は戊に「日本女子医大」という架空の医科大学の名前が書かれた領収書を渡していた。

## 誘拐殺人事件
1980年11月25日、木村は丙宅で『中日新聞』の告知板欄を読んでいたところ、家庭教師の働き口を求めている金城学院大学の女子大生からの投稿を見つけ、同学の大学生を誘拐し、その親から身代金を奪い取り、借金の返済に充てることを思いついた。一方、同月29日には店を閉めて場外馬券売場に出掛けたが、翌日の支払いをさらに伸ばそうとする木村に業を煮やした一宮のノミ屋が「寿し富」に押し掛け、木村はその場で宛もないまま「12月3日までに返済する」と約束させられた。木村はこれとは別に、9月に借金をした高利貸しに対しても、支払いを12月3日まで猶予してもらっていたが、早急に金を工面するため、改めて身代金目的誘拐の実行を強く決意した。そして、以前観たことのある映画『天国と地獄』や、高速道路を利用して身代金を奪った事件を参考に、「家庭教師の依頼を装って金城学院大学の女子大生を呼び出し、口封じのために被害者をすぐに殺害した上で身代金を要求する。身代金は高速道路の高架上から落とさせる」などといった犯行計画を練り上げた。事件前日（12月1日）、木村は『中日新聞』の告知板欄を見て、英語の家庭教師の働き口を求めていた金城学院大学の女子大生A（当時22歳）を標的にすることを決め、翌日（12月2日）18時15分ごろにA宅近くにある戸田駅（近鉄名古屋線：名古屋市中川区富田町）の前で待ち合わせる約束を取り付けた。
事件当日、木村は「寿し富」を休業し、絞殺用のロープ2本を購入するなど犯行への準備を行った上で、約束の時間に戸田駅でAと落ち合った。木村はAを「終わったらまたここ（戸田駅）まで送る」などと言ってAを自分の車に乗せると、駅から約850 m南西方向に離れた農道上で、ロープを用いてAを絞殺した。そしてAの家族に対し、同日20時15分ごろから翌日（12月3日）23時16分ごろまでの間、18回にわたって身代金3,000万円を要求する電話をかけた一方、Aの死体はレジャーシートなどで梱包し、同月5日夜、東名阪自動車道の木曽川橋から木曽川に投棄した。
翌1981年（昭和56年）1月20日、木村は愛知県警察の特別捜査本部から任意同行を求められ、声紋分析やポリグラフ検査などによる裏付け捜査に基づいた捜査官からの追及を受け、Aを誘拐・殺害した旨を自供。このため、同日夕方に身代金目的誘拐容疑で逮捕される。同容疑で同年2月10日、名古屋地方検察庁から名古屋地方裁判所に起訴された。また、翌11日には殺人・死体遺棄容疑で再逮捕され、同年3月5日に追起訴された。同月13日、木村は身柄を名古屋拘置所へ移送された。
木村は刑事裁判の第一審では起訴事実を認め、1982年（昭和57年）3月23日に名古屋地裁刑事第3部（塩見秀則裁判長）で検察官の求刑通り、死刑判決を言い渡された。木村は判決を受け入れ、控訴しない意向を示していたが、国選弁護人の小栗孝夫や母親から説得を受けたことなどから態度を軟化させる。小栗は同年4月5日、量刑不当を理由に名古屋高等裁判所へ控訴手続きを取った。しかし1983年（昭和58年）1月26日、名古屋高裁刑事第2部（村上悦雄裁判長）で控訴棄却の判決を言い渡される。
木村は最高裁判所へ上告したが、1987年（昭和62年）7月9日、最高裁第一小法廷（大内恒夫裁判長）で上告棄却の判決を言い渡された。木村は同判決に対する訂正申立を行ったが、それも同年8月4日付の決定で棄却され、同月6日付で死刑が確定している。

## 獄中における動向
木村は控訴審の最中にキリスト教に帰依し、地元に住む日方ヒロコ（画家・作家・評論家）と出会った。木村の死刑が正式に確定する前の1987年7月22日付で、日方は木村の母と養子縁組して「木村」に改姓し、修治の義姉となった。これは、木村が死刑確定者処遇に切り替わって以降、親族数人以外との面会が認められなくなることから、日方が木村の「親族」となることで、接見交通権を維持しようとしたためである。実際に死刑確定者の接見交通権は、本人の親族や再審請求を担当する弁護士などごく一部に限定されている（後述）。木村も死刑確定後の1987年8月13日以降、名古屋拘置所内における処遇を未決被告人のものから死刑確定者（死刑囚）のものへと切り替えられ、親族・弁護士以外との接見交通権（面会・手紙など）を禁止されたばかりか、義姉となった日方との交通権も一時的に禁止されたり、再審請求に備えるべく弁護人宛に六法全書の差し入れを求める電報を送ろうとしたものの、それを不許可にされたりした。日方との交通権禁止は3か月後、面会・私信ともに月2回の制限付きで解除されたが、木村は1990年（平成2年）時点で、母や日方と月2回の面会をする以外、獄内外の知人たちとの交流を絶たれている。
木村は名古屋拘置所内で、読書や般若心経の写経に取り組んだり、支援者や同じ名古屋拘置所に在監していた勝田清孝と文通したりしていた。木村の母や支援者たちは、木村を見守り、「反省」をともに担うことを目的に機関誌『大きな手の中で』を発行していた。

### 死刑廃止運動への参加
木村は当初、自ら死刑を望む旨を述べていたが、一審判決後、個人や死刑廃止運動体からのアプローチを受け、それまで全く知らなかった死刑制度の問題について知るようになった。上告後、木村は死刑という刑罰を「様々な事情を抱えたその人間が『生きる』こと、すなわち人間として存在することまでをも否定しようとする」「『不要な奴は殺してしまえ』という、人間を人間として扱わない差別の究極的形態」として捉えるようになり、死刑廃止運動への参加を考えるようになる。その一方で、Aを殺めた自分（冤罪者でも政治犯でもない）が死刑廃止を主張することに対する矛盾や引け目、またAの遺族・世間や裁判官の心証、自身の母や肉親の生活に対し悪印象を与える可能性があることなどから、運動への参加には迷いを抱えていた。しかし、1979年 - 1984年（昭和59年）まで6年間にわたって毎年1人で推移していた死刑執行人数が、1985年（昭和60年）になって3人に増えたこと、そして同年12月にはそれに対する抗議と死刑廃止を訴え、「麦の会」の獄外会員たちが冬の屋外で1週間にわたるハンストを行ったことを知ったことがきっかけで、命を賭して死刑廃止を訴える必要があるという考えに傾く。
名古屋拘置所に収監されていた木村は上告中の1986年（昭和61年）2月、全国の拘置所に収監されている死刑囚らによって構成され、死刑廃止運動を展開していた「日本死刑囚会議＝麦の会」に入会し、以降は自らを「有実の死刑囚」と名乗った上で、同会の機関誌などに「罪を罪として直視し、反省を深め失われた人間性を取り戻していくことが償いの道」という主張を投稿し、死刑廃止論を訴えていた。木村はそれまで、自身が被差別部落出身で、窃盗の前科を有していたことから卑屈になっていたが、「麦の会」に所属していた死刑囚たちの中には、幼少期に両親と死別・生別したためにずっと施設で生活した末に入獄し、それ故にほとんど一般社会で生きられなかったような人物もいるという事実に直面する。そして「麦の会」の会員たちが、「直面する困難に立ち向かって懸命に生きようとする」姿勢を持っていることを実感したことで、自身が被差別部落出身者であることを覆い隠す「主体性を欠いた生き方」をしていたことを自覚し、自身の出自や、その生き方の中で自分が差別意識を持つようになっていったことなどを文章化して公表するようになった。一方、日方に対しては「Aの父親にだけは申し訳なくて『生きて償いたい』とは言えない」とも打ち明けていた。

#### 水平社宣言との出会い
また、木村はそれに並行して、自分の出自を語る上で欠かせないと感じた部落問題についての知識も吸収していき、1986年8月20日、生まれて初めて「水平社宣言」を読んだ。これは、木村が控訴審で弁護人に勧められて書いた上申書を収録したパンフレットを読み、心を打たれた1人の青年が差し入れたもので、木村自身は、「水平社宣言」と出会ったことで強い衝撃を受けると同時に、それまでの「自分だけは差別されたくない」「自分は差別されるような人間ではない」という考えによる自身の行き方を悔やみ、「宣言」に充満していた人々のたくましさや優しさなどを知ったという。またこれに加え、自分以上に厳しい生い立ちを抱えていた「麦の会」の会員たちとの出会いにより、部落差別の抑圧から解き放たれたという旨とともに、以下のように述べている。
安田好弘は、それまで死刑を受け入れようとしていた木村が一転して「生きて償う」ことを望むようになったのは、被差別部落出身者が自ら立ち上がって差別と正面から対峙することを謳ったこの「水平社宣言」の影響と述べている。

### 獄中手記
1986年5月、インパクト出版会が発行する隔月刊誌である『インパクション』の第41号に、「死刑囚は訴える」という特集が掲載された。この記事は、発行元であるインパクト出版会で代表取締役・編集発行人を務めていた深田卓が編集したものであり、「麦の会」の会員13人の文章が掲載されていたが、木村の執筆した文章は「『差別』について思うこと」という題名で掲載されていた。
木村は獄中から、2人の息子宛に「最初で最後の手紙」を書いており、その内容はインパクト出版会より発刊された『死刑囚からあなたへ 国には殺されたくない』 (1987) に「強く、優しく生き抜いて下さい 息子たちへ初めて書いた最後の手紙」という題名で収録されている（#参考文献）。木村はその手紙の中で、自身の半生を踏まえて自身を「バカ」「不真面目な人間」と形容し、事件を起こしたことや、その遠因となった生き方などへの悔恨、などについて綴った上で、以下のような息子たち宛のメッセージを送っている。
また、「有実の殺人者」である自身が死刑廃止を訴える理由については以下のように述べている。
木村は死刑確定後の1987年8月から1989年（平成元年）5月にかけて手記（原稿用紙約1,700枚分）を執筆し、その抜粋が1990年12月にインパクト出版会より発刊された単行本『死刑囚からあなたへ〈2〉』に「ほんとうの自分を生きたい！」との表題で掲載された。その後、この手記は単行本化にあたり、木村の幼児期から結婚までの部分や、主題と関係の薄い部分を削除し、1995年（平成7年）1月に『本当の自分を生きたい。』という題名の単行本として発売された（#参考文献）。同署について、前田朗 (2020) は著者である木村が自らの生涯を真摯に綴っていることを挙げ、「今もっとも読まれるべき、聞かれるべき死刑囚の声」「読者を驚愕と震撼に引きずり込む感動の書物」と評している。この手記出版にあたり、菊田幸一（明治大学法学部教授）や深田が木村との打ち合わせのために名古屋拘置所まで出向いて木村との面会を試みたものの、拘置所側から面会を拒否されたことから、木村は菊田・深田の両名とともに国家賠償請求訴訟（「出版妨害訴訟」、後述）を提起したが、木村の死後である2000年（平成12年）に第一審・控訴審で相次いで原告側敗訴の判決が言い渡されている。

### 恩赦出願
死刑確定者（死刑囚）となった木村は、その直後から「なぜ事件を起こしたのかを明らかにしながら、生きて罪を償いたい」と考え、恩赦出願の準備を進めていた。死刑確定以来、支援メンバーの間で毎月開催されていた例会では、恩赦出願に向けて資料の蓄積がなされていた。また、弁護人の安田は木村の死刑確定以前まで「社会的な運動にはかかわりを持たない」という信念を有していたが、木村からの「自分の処刑を最後にして死刑を廃止してほしい」「処刑されるときには、首に縄をかけられて突き落とされるまで、徹底して抵抗するから、遺体を引き取って、解剖をして、世間にさらしてほしい。死刑もまたどれほどむごいものであるかを訴えてほしい」という願いを聞き、彼の死刑確定をきっかけに、「裁判だけでは限界がある」「広く社会に死刑廃止を訴え、死刑廃止を実現していくしかない」と決意し、死刑廃止運動を展開するようになった。
1993年（平成5年）6月初めには、名古屋拘置所当局が同所に収監されていた死刑確定者4人全員（木村や、名張毒ぶどう酒事件の奥西勝ら）に対し、死刑執行に立ち会う教誨師、遺品の引取先、検体の希望について書類の提出を求めていた旨が、奥西や木村から発された。同年3月には、前回から3年4か月ぶりとなる死刑執行が大阪拘置所・仙台拘置支所で行われていたため、拘置所側のこの動きは、支援者たちの間で「死刑執行準備とみられる動き」として受け取られていた。また、同年秋（恩赦出願から2日前の水曜日）には安田のもとにも「名古屋拘置所で死刑執行の練習をしている」という情報が入り、安田は死刑確定の順番から、死刑執行があるとすれば木村が危ういと感じた。そのため、その死刑執行を阻止する手段として再審請求もしくは恩赦出願を検討したが、木村には再審の材料はなかったため、翌日（木曜日）の夜には資料を含めて約1,500ページにおよぶ恩赦の出願書を完成させた。そして同日夜、恩赦出願前に死刑執行されることを防ぐ意図で、名古屋拘置所長と法務大臣宛に「明朝、恩赦の出願をする。執行を予定しているなら、執行を中止するように」という電報を打っている。安田は「恩赦を出願すれば、少なくともその審理中は執行がない。」と考えていたが、死刑執行時点では、この恩赦出願に対する判断はまだ出ていなかった。なお、それまでに日本における死刑囚に対する恩赦は複数回にわたって行われていたが、誘拐殺人で死刑が確定した者に対する適用例はなかった。また、死刑確定者に対する個別恩赦が認められた事例は3人のみで、いずれも1993年時点から遡って20年以上前のことだった。一方、日方は「恩赦出願が却下されたら死刑執行が早い」と聞いていたが、それでも支援者たちが恩赦出願に踏み切った理由について、それだけ木村救援が困難になっていたためだろうと述べている。
9月10日、木村は名古屋拘置所の所長宛に、個別恩赦を出願した。その出願理由は、「確定判決が認定した事実に疑問がある」「事件後、犯行を深く反省している」「社会的に死刑制度に反対する声が強まっている」の3点で、240ページあまりにおよぶ出願書では、木村が自ら半生を綴った上申書や、Aの父親宛に出そうとした謝罪の手紙などを添付して深い反省を強調、減刑を求めていた。

### 死刑執行直前
木村は死刑執行5か月前の1995年7月、名古屋拘置所の処遇部首席に対し、係争中の民事訴訟で書証となる来信・パンフレットの借り出しを申請したところ、それまでは理由を聞かれることもなく複数点の同時閲覧を認められていたにも拘らず、突然「来信・パンフのうち一点のみの閲読しか認めない」という制限を受け、その理由の説明を求めたところ、首席から死刑確定者である自分の所持物を今以上に増やしたくないという旨を伝えられたことについて、強い不服の意を示していた。また、同年10月20日には口頭情願を行い、「これ以上死刑の執行をしないこと、死刑制度を廃止すること、少なくとも執行を一定期間停止して議論を尽くすこと」を求め、同年11月にも名古屋拘置所内における処遇の悪化を訴えていた。
木村の義姉となった日方ヒロコによれば、木村と死刑執行直前の1995年12月1日に面会した際、互いに処刑が近いことを察していたという。また、この時に木村は「入浴の時、すれ違う人とさえ顔を合わせられなくなった」「湯たんぽで有料だけどお湯が支給されていたのにホカロンになった。湯たんぽだったら残り湯で洗顔や朝の掃除ていねいにできるんだけど、奥西さんなど年取った人は困るだろう」などと述べていた。

### 国家賠償請求訴訟
木村は死刑執行までに、2件の国家賠償請求訴訟（国賠訴訟）を起こしていた。これらの国賠訴訟は、いずれも弁護人や親族以外との接見交通権を認めなかった名古屋拘置所側の対応を不服として起こしたものだった。

#### 相互アクセス権訴訟
月刊誌『創』の編集・発行などを行っている有限会社創出版で取締役を務めていた対馬滋は、1978年ごろから『創』の誌上に何度か冤罪事件や死刑事件に関する記事を企画・掲載し、自ら同誌の編集者として、そのような記事の企画のための取材なども行っていた。その過程で、1986年（昭和61年）5月ごろには当時、第一審で死刑判決を受けて名古屋拘置所に在監していた被告人と接触を持つようになり、創出版でその手記を出版することになったため、数回にわたって名古屋拘置所で面会を行っていた。この被告人はその後、『冥晦に潜みし日々』という著書を出版した人物、すなわち勝田清孝のことである。
1986年（昭和61年）11月18日、対馬はフリーライターの荻野茂を伴って名古屋拘置所を訪れ、両名で勝田との接見を申し出て、拘置所側から「面会は勝田の安否確認が目的であり、取材目的ではない。面会内容を外部に発表などしない」という旨の自筆の誓約書を提出した上で、拘置所長の許可を得て勝田と面会した。しかしその後、『アサヒ芸能』（徳間書店）1987年3月19日号誌上に、荻野の執筆した勝田との獄中会見の模様を記載した記事が掲載され、『創』同年4月号にも、荻野の執筆した「連続殺人犯・勝田清孝会見印象記」と題する記事が掲載された。その内容は、勝田という人物に対する消極的あるいは否定的な評価を述べる部分が含まれているようなもので、それらの記事を読んだ勝田が対馬に対し、面会内容を記事にされたことに対する不満を訴えるかに取れるような内容の手紙が発信されたりしたこともあった。
一方、対馬はこのように勝田との面会のため、名古屋拘置所を訪れているうちに、木村（当時は上告中）も同拘置所に在監中であることを知る。1987年3月25日、対馬は勝田との面会を許可されなかったが、前日に死刑囚の支援を行っている知人と電話で会話し、その知人からの依頼で、木村に5,000円を差し入れた。以降、対馬は別の死刑廃止運動家を通じて、木村から感謝の手紙を受け取り、やがて木村から「また名古屋に来る機会があったら、自分に対して面会を申し込んで欲しい」という手紙を受け取った。同年5月25日、対馬は名古屋拘置所を訪れ、安否確認を理由に木村との接見を申し入れたが、保安課長および同課長補佐から、全文自筆で「面会の目的が取材のためでなく、面会内容は一切公表しない」と記載した誓約書を提出するよう求められ、それを拒絶したところ、名古屋拘置所長から木村との接見を拒否する処分をなされた。次いで6月17日、対馬は再び名古屋拘置所を訪れ、取材を目的に木村との接見を申し込んだが、所長から取材目的での木村との接見を一切不許可にする処分をなされた。これらの処分を不服として、対馬・木村の両名は同年7月3日、東京地方裁判所に、先述2件の処分の取り消しなどを求める訴え［事件番号：昭和62年(行ウ)第78号］を起こしたが、対馬がその訴訟の打ち合わせのため、同月6日に名古屋拘置所で木村との接見を試みたところ、保安課長および課長補佐から、再び「面会内容は一切公表しない」という誓約書を提出するよう求められ、それを拒否したところ、所長から接見不許可の処分をなされた。
対馬・木村の両名は、国と名古屋拘置所を相手取った国賠訴訟で、一連の名古屋拘置所側の対応について違法性を主張し、名古屋拘置所が対馬に対して行った接見不許可処分を取り消すよう求めた。その理由は、「対馬の職業が雑誌編集者であることを理由に誓約書の提出を求めたことは、憲法14条1項で保証された『法の下の平等』の原則に反する職業差別である」「犯罪報道が一方的にならないためにも被告人への直接取材は必要で、これを制限することは、取材の自由および表現の自由を保証した憲法21条1項に違反する」などというものだった。また国に対しても、それぞれ原告両名に対し、損害賠償として150万円を支払うよう求めた。一連の訴訟は、取材目的で未決の在監者と面会することの可否を巡る初めての訴訟だった。原告側の代理人を務めた弘中惇一郎や、後述の「出版妨害訴訟」の共同原告の1人である深田卓は、この訴訟を「相互アクセス権訴訟」と呼称している。
弘中は著書で、対馬から相談を受けた弁護士の加城千波（弁護士）が行った呼びかけに対し、自身や加城と同期である坂井眞、堀井準（ほりい ひとし）らが応じたほか、団長として清水英夫が参加し、弁護団を結成した上で訴訟を提起したと述べている。一方で日方 (2010) は、弘中が原告代理人代表を務めたと述べている。
第1回口頭弁論が同年9月11日に開かれて以来、口頭弁論は1992年（平成4年）3月まで28回にわたって開かれた。木村は1991年（平成3年）5月20日に名古屋拘置所で行われた本人尋問で、「麦の会」入会への経緯、自身で考えた罪の償い方、死刑廃止への思いなどを陳述したほか、本事件の報道に関して「記者が自分に会ったうえだったら、あんな（一方的な）書き方にならなかった」と述べ、取材目的の接見の必要性を訴えている。弘中は著書で、この裁判の意義について、在監中の被告人の基本的人権や、取材の自由・知る権利の問題上、重要な憲法訴訟と考えていたと述べているほか、『創』の報道の意義について、以下のように述べている。

##### 原告敗訴の判決
東京地裁民事第2部（涌井紀夫裁判長）は1992年4月17日、原告（対馬・木村）の訴えをすべて退ける（被告：名古屋拘置所長に対する訴えを却下、被告：国に対する請求を棄却する）判決を言い渡した。東京地裁は、接見期日経過後に接見不許可処分の取り消しを求めた訴えについて、「在監者に対する接見の許可、不許可は、被告らの主張するとおり、接見することを請うものからの期日及び日時を特定した申出に対してその都度行われるものであり、したがって、その効果も、その申出に係る期日及び日時が経過することによって、当然に消滅するものと考えられる。すなわち、特定の期日における接見の申出が不許可とされた場合には、その期日が経過した後においてその不許可処分を取り消してみても、それによって、右接見の申出人について新たに同種の接見を許可された状態が作出されるといった類の法的効果が生ずるものではないというべきである。」と判断し、6月17日になされた対馬に対する木村との接見不許可処分を「取り消してみても、これによって原告らについて何らかの法的な利益が回復されるということの考えられない状態に立ち至っているものといわなければならない。」として、「訴えは、すでにこの点で、訴えの利益を欠く不適法な訴えとして、却下を免れない」と結論づけた。
損害賠償請求については、対馬が木村との接見を申し入れる以前に勝田と面会した際、名古屋拘置所から「取材目的ではない。面会内容を外部に発表するなどしない」という誓約書を書くよう求められ、それに応じたにも拘らず、その誓約内容に違反したと見られる行為を行っていたことから、当時の拘置所長が「原告対馬を無条件で原告木村と接見させた場合には、その接見内容が場合によっては再び右K〔＝勝田〕の場合と同様の興味本位とも見られるような記事となって公表され、在監中の原告木村の名誉やプライバシー等の利益が侵害されるおそれがあるものと判断し、そのような事態を防止する目的で、原告対馬に対して、当該面会が取材目的のものではなく面会内容を一切公表しない旨の誓約書を提出するよう求めるに至った（第一回目及び第三回目）。しかし、原告対馬の方では、右拘置所側の求めを拒否し（第一回目及び第三回目）、あるいは積極的に取材をその目的に掲げて接見を申し出た（第二回目）ため、被告拘置所長は結局これらの接見の申出をいずれも不許可としたものである。」と認定した。その上で、未決拘禁者の外部の者との接見については、刑事訴訟法第80条や監獄法第45条の規定を踏まえ、「逃亡又は罪証隠滅のおそれが生ずる場合あるいは監獄内の規律又は秩序の維持上の障害が認められる場合にそのような事態を防止するのに必要な限度で制限を加えることができるとしているに過ぎない」という原則に基づき、「本件各接見不許可処分の客観的な適法性については疑問の余地があり、これを違法なものとする考え方も成り立ち得るところと考えられる。」と指摘した。
しかし、取材者側の「報道の自由」については「憲法の趣旨に照らして十分に尊重されるべきもの」とした一方、「本来一般人が自由に立ち入ることを許されていない拘置所での直接取材までは、憲法が保証しているとするのは困難」と判断した。また、在監者と外部の者との接見を許可した場合、その接見相手によって在監者の利益が違法・不当に侵害されることが具体的に予想される場合、拘置所側が一定の事項を遵守するよう接見相手に求め、それを接見許可の条件とするなどの措置を取ることについては、「それが必要かつ合理的と認められる範囲内の措置にとどまっている限りは禁じられるものでないとする考え方にも、それなりに合理的な根拠があるものと考えられる。」とした。その上で、前述した認定事実から、「本件にあっては、原告対馬からの本件各接見の申出に応じて無条件で同原告を原告木村と接見させた場合には、前記のKとの接見の場合と同様に、その接見の内容が再び記事として公表され、これによって原告木村の名誉、プライバシー等の利益が違法又は不当に侵害されることが危惧されるような状況が現に存在していたとする被告拘置所長の認定とその判断には、十分合理的な根拠があったものと考えられることである。」と指摘し、一連の拘置所側の対応については「監獄の長としての被告拘置所長に通常要求される職務上の法的義務の内容に照らしてその職務上の義務に違背するところがあったとまですることは困難なものといわなければならない。」と結論づけた。弘中は、東京地裁が接見可否の判断について「施設内の実情に通暁し、直接その衝にあたる監獄の長による個々の場合の具体的状況の下における裁量的判断に待つべき点が少なくない」として「判断に相応の合理性が認められる限り監獄の長の措置は適法として是認されべるべきもの」と判示した点について、裁判所が「行政のやり方は担当の役員がいちばんわかっている」として三権分立を否定するも同然の判示をしたと評し、裁判所が拘置所に対し腰の引けた態度を取ったと批判的な見解を述べている。
原告2人はいずれも東京高等裁判所へ控訴したが、1995年8月10日、東京高裁第16民事部（時岡泰裁判長）は原判決に対する原告側の控訴を棄却する判決を言い渡した。原判決が「不許可は違法との考え方も十分成り立つ」との判断を示していた一方、本判決は「報道によって在監者の心情が不安定になり、自殺に至る危険があったため、不許可とした」という被告側の主張を認め、「在監者が報道によって動揺し、自殺や職員に対する暴行を起こすと拘置所内の秩序を乱す」として、不許可判断について「合理的根拠があった」という判断を示した。また、「死刑判決を受けた被勾留者と外部者との接見を許可するか否かは、拘置所内の実情に通暁し、直接その衝にあたる拘置所長による個々の場合の具体的状況の下における裁量的判断に待つべき点が少なくない」と判示している。
最高裁第三小法廷（千種秀夫裁判長）は、木村の死刑執行後の1998年（平成10年）10月27日、原告側の上告を棄却する判決［事件番号：平成8年(行ツ)第20号］を言い渡した。このため、原告側の敗訴が確定した。判決に関与した最高裁判所裁判官は、千種と園部逸夫・元原利文の3人だった。

#### 出版妨害訴訟
1989年4月に開催された「木村修治さん救援会議」で、当時木村が執筆していた手記（前述）の出版が話し合われ、同年9月には深田卓（インパクト出版会の代表取締役および編集発行人を務め、死刑関連の図書の刊行も行ってきていた）が出版を引き受けた。1994年（平成6年）7月ごろには手記出版の編集会議で、出版物に学問的な客観性を持たせるために、死刑廃止運動の有力な存在であった菊田幸一（明治大学法学部教授）に死刑問題に関する論文をあとがきしてもらうことが決定された。そこで、菊田は深田からあとがき執筆の依頼を受けるとともに、同書を死刑廃止運動の1つの原点にしたいと考え、木村の手記を読んだが、木村の殺意についての分析が甘いとの感想を持ち、殺害時の心境についてより克明な記憶の表現が、迫力をもって死刑廃止を訴える上で不可欠との思いを木村に直接伝えて、木村に加筆してもらいたいと考えた。
深田は、編集者として木村との信頼関係を築き、出版契約の締結・書籍のタイトルの決定・削除訂正などの確認などに関して話し合うため、また菊田もあとがき執筆の条件として木村と会うことを求めていたため、2人は名古屋拘置所まで木村の面会に赴くことを決めた。それに先立ち、深田は木村宛に、出版についての話し合いのために面会に行くという内容の本件信書を郵送した。なお、それ以前に深田が木村宛に送った信書は、木村の死刑が確定する前（1987年7月9日）の1回のみであり、その内容は『死刑囚からあなたへ』に掲載する木村の文章の表題と内容の確認だった。本件信書は同年8月10日に名古屋拘置所へ郵送され、拘置所側は原告らが木村への面会に訪れることを把握した上で、木村の接見記録を調査したが、深田が前述のように7年前に1回来ただけで、それ以上の特別な関係が窺えなかったことや、拘置所長も当時は手記の出版が予定されていることを把握していなかったことから、拘置所長は後述の「一般的取扱基準」に沿い、「本人の権利保護のために必要かつやむを得ない事情」は認められないとして、信書の交付を不許可とした。また、それを告知することが木村の心情の安定を害するとの判断から、木村にその旨を告知しなかった。そして、名古屋拘置所首席処遇官は深田に対し、面会を不許可にする方針を伝えようと電話をかけたが、深田は既に出発していたため、連絡が取れなかった。
2人は同年8月12日、手記を出版するために校正したものを持参して名古屋拘置所を訪れ、面会申込票に木村との続柄をいずれも「知人」と、面会の要件を「仕事上」とそれぞれ記載し、木村との面会を申し出た。首席処遇官は拘置所長から、信書に書かれていたような出版の打ち合わせが目的ならば不許可とするが、それ以外の要件の有無を事情聴取するよう指示を受け、庶務課長とともに原告らと応接した。しかし、面会の要件は信書に書かれた要件しかなかったため、首席処遇官は所長の指示に従い、面会拒否処分を告げた。名古屋拘置所では当時、死刑確定者の外部交通に関し、以下のような「一般的取扱基準」を定めていた。
なお、死刑確定者については刑法第11条2項により、刑の執行まで監獄に拘置されることが規定されているが、監獄法は死刑確定者の接見については特に独立の規定を置いておらず、同法9条で「本法中別段ノ規定アルモノヲ除ク外刑事被告人ニ適用ス可キ規定ハ」「死刑ノ言渡ヲ受ケタル者ニ之ヲ準用」と規定するにとどまり、同法45条1項では「在監者ニ接見センコトヲ請フ者アルトキハ之ヲ許ス」と規定されている。一方、昭和38年（1963年）3月15日付け法務省矯正甲第96号矯正局長依命通達「死刑確定者の接見及び信書の発受について」（以下「矯正局長通達」）では、「死刑確定者の接見及び信書の発受は、刑事訴訟法上当事者たる地位を有する刑事被告人のそれとは全くその性格を異にするとして、「死刑確定者は、死刑判決の確定力の効果としてその執行を確保するために拘置され、一般社会とは厳に隔離されるべきものであり、拘置所等における身柄の確保及び社会不安の防止等の見地からする外部交通の制約は、その当然に受忍すべき義務である」とした上で、「拘置中、死刑確定者が罪を自覚し、精神の安静裡に死刑の執行を受けることとなるよう配慮されるべきことは刑政上当然の要請であるから、心情の安定を害するおそれのある外部交通も制約されなければならない」として、具体的には以下の件について、概ね許可を与えないことが相当であるとしている。先述の「一般的取扱基準」も、「矯正局長通達の趣旨の具体化を図ったもの」（被告側主張）であった。
木村はその件を知り、同年9月20日付で名古屋拘置所備え付けの「願箋」に「現在、救援会によって私の手記を出版する作業が進められているのですが、その実現の為には不可欠であるところの私との交通権に関して、御願いしたき点があり面接を希望しますので御願い致します。」と記載し、首席処遇官との面接を願い出た。これを受け、拘置所長は首席処遇官が木村と面接すること、そして願い出の趣旨を念のため木村に確認した上で、とりあえず一般的原則を告知し、その後の対応は必要があれば処遇部会で検討することを指示した。この面接は、拘置所の処遇や一身上の事情などについて、該当職員が在監者に直接会った上で、自由な相談助言の機会を与えることにより、適正かつ妥当な処遇に資することを目的に行われるものである。首席処遇官はその指示に基づき、同年10月4日に木村と面接を行い、木村から「手記出版に当たって菊田や深田との最終打ち合わせが必要だ」として面会を許可するよう求められたが、それに対し「現在は死刑確定者処遇であり、外部交通は大幅に制限されているため、出版の打ち合わせ目的での接見は許可できない」と言い、名古屋拘置所における死刑確定者に対する面会取扱い基準を説明した。その後、首席処遇官はその面接結果を拘置所長に説明したが、それに対する指示は特になかった。なお、木村は9月20日以前に名古屋拘置所に対し、手記出版の意向を積極的に表明したり、原告らと出版のために面会したいという旨を申し出たりしたことはなく、菊田が手記の出版物にあとがきを執筆することになっていたことも知らなかった。手記は翌1995年1月、編集者が削除した部分などについて木村の完全な同意を得られないまま、インパクト出版会から『本当の自分を生きたい。』のタイトルで出版された。
木村・菊田・深田の3人は、1995年1月12日、このような名古屋拘置所側の対応を「外部交通権」の侵害であると訴え、150万円の損害賠償を求める国賠訴訟を東京地裁に起こした。深田はこの訴訟を「出版妨害訴訟」と呼称している。木村の代理人は、上告審の弁護人も務めた安田が担当した。その後、訴訟中に木村の死刑が執行されたため、原告は菊田ら2人となった。訴えの要旨と、それに対する被告（国）側の反論は以下の通りである。
| 争点                       | 原告側主張 | 被告側主張 |
| -------------------------- | --- | --- |
| 「一般的取扱基準」の合法性 | 「一般的取扱基準」は違憲・違法であり、無効である。 死刑確定者は監獄法上、未決拘禁者として取り扱われている（外部からの面会を制限する規定はない）にもかかわらず、それに違反して死刑確定者の人権を制約した「矯正局長通達」は憲法第13条・21条に違反する。 同通達でも、面会を原則認める（制限を賭けることは例外）としているにもかかわらず、同通達と監獄法45条の趣旨に基づいて作成されたとされる一般的取扱基準はそれらとは逆に、面会を原則認めないものとしており、表現の自由その他の基本的人権の基礎となる面会権を否定する、すなわちほとんどの基本的人権に対する全面的制約であり、憲法違反である。 | 処分は合法である。 監獄法は面会の出願を必ず許すものではなく、在監者の種類ごとに、その法的地位に基づく拘禁の目的及び性質を勘案し、その許否を決すべきことを規定した趣旨であり、死刑確定者の外部交通について、その法的地位に基づく拘禁の目的及び性質からする制限は許容される。その制限は、外部交通を制限する必要性の程度などを比較衡量した上で、監獄の長が裁量的判断すべきであり、矯正局長通達は「同法の趣旨を明らかにしたもの」、一般的取扱基準は「通達の趣旨の具体化を測ったもの」であり、それぞれ合法である。 1. 過去に死刑確定者が自殺したり、死刑判決を受けた被告人の逃走事故が発生していたりしたことから、死刑確定者である木村が些細なことで心情の安定を害し、重大な保安事故を惹起する恐れがあった。原告らは「本人の心情安定に資する」とは認められない。 2. また、木村の手記はかつて木村が恩赦出願の資料とするために弁護士あてに宅下げされたものに過ぎず、木村から名古屋拘置所側に対し、本件手記の出版のために原告らと面会したい旨申し出る等本件手記を出版する意思の表明はなされていなかった。加えて、原告らとの面会は「本人の権利の保護に必要かつやむを得ないと認められる場合」には該当しない。 |
| 面会拒否処分の合法性       | 処分は違憲・違法である。 仮に矯正局長通達・一般的取扱基準が違憲・無効でないにしても、面会拒否処分は一般的取扱基準の解釈運用に際し、裁量権を逸脱しており違法である。木村は原告らとの面会を希望しており、その心情安定のためには面会を認めた方がより適当だったにもかかわらず、拘置所長が木村の意思確認をせずに彼らからの信書受信を不許可とし、その件を木村に告知しなかった。原告らとの打ち合わせは、木村にとって表現の自由に必要不可欠、すなわち「本人の権利の保護に必要かつやむを得ないと認められる場合」に該当する。よって、面会拒否処分は憲法13条・21条、監獄法9条・45条1項、市民的及び政治的権利に関する国際規約7条・17条1項に違反する。 面会拒否処分後も原告らの木村に対する面会要求は潜在的に継続していたのだから、拘置所長による面会拒否処分は木村に対してだけでなく、実質的に原告らをも名宛人としてなされた処分であり、1. および2. で挙げられたように違法である。 | 処分は合法である。 監獄法は面会の出願を必ず許すものではなく、在監者の種類ごとに、その法的地位に基づく拘禁の目的及び性質を勘案し、その許否を決すべきことを規定した趣旨であり、死刑確定者の外部交通について、その法的地位に基づく拘禁の目的及び性質からする制限は許容される。その制限は、外部交通を制限する必要性の程度などを比較衡量した上で、監獄の長が裁量的判断すべきであり、矯正局長通達は「同法の趣旨を明らかにしたもの」、一般的取扱基準は「通達の趣旨の具体化を測ったもの」であり、それぞれ合法である。 1. 過去に死刑確定者が自殺したり、死刑判決を受けた被告人の逃走事故が発生していたりしたことから、死刑確定者である木村が些細なことで心情の安定を害し、重大な保安事故を惹起する恐れがあった。原告らは「本人の心情安定に資する」とは認められない。 2. また、木村の手記はかつて木村が恩赦出願の資料とするために弁護士あてに宅下げされたものに過ぎず、木村から名古屋拘置所側に対し、本件手記の出版のために原告らと面会したい旨申し出る等本件手記を出版する意思の表明はなされていなかった。加えて、原告らとの面会は「本人の権利の保護に必要かつやむを得ないと認められる場合」には該当しない。 |
| 原告らの被侵害利益         | 木村だけでなく、原告らも出版準備行為を妨害され、表現の自由を侵害された。また面会権を侵害された結果、その目的である言論・出版に対する権利を侵害されている。 | 原告らの被侵害利益は存在しない。 菊田のあとがき執筆目的（自身の政治的見解である死刑廃止論を明確に総括すること）は手記を読むだけで足りるものであり、木村と面会する必要性はなかった。深田についても、木村と面会しなければ書籍の編集・出版が行えない事情はなかった。 手記の編集作業の基本は「不要な部分の削除にすぎない」こと、深田が木村と連絡を取らずしても書籍を出版し、木村もその内容に異議を唱えていないことや、菊田も「木村と面会できた場合にあとがきを執筆しよう」という意思を有していたにとどまり、結果的にも座談会での発言を本件書籍に掲載することで自己の表現を表明していることから、原告らに損害が生じたとは認められないといえる。 |
| その他                     | 深田・菊田の両名とも木村との十分な打ち合わせができなかったため、当初企画した書籍を完成できなかったり、あとがきの執筆ができなかったりしたために精神的苦痛を被っており、慰謝料は50万円を下らない。 | 木村との接見が可能だった日方ヒロコが執筆活動を行っていた経歴を有していたことから、日方が木村との面会で、手記の編集に必要な木村との意思疎通を図ることは可能であり、現に日方がそれを行っていたことから、深田の主張する損害と面会不許可処分の間には因果関係はない。 首席処遇官が木村と面接し、一般的取扱基準を説明したことにより、原告らに損害が発生したとは認められない（木村の願いでは原告らとの接見許可の申請とみることはできず、それに対する首席処遇官の説明も拒否の判断と目するべきではない）。 |

##### 原告敗訴の判決
東京地裁（市村陽典裁判長）は2000年1月28日の判決公判で、「死刑確定者の心情安定などの観点から、面会を拒否した拘置所長の判断に違法な点はない」と指摘し、菊田らの請求を棄却する判決を言い渡した。
同地裁はまず、両者の主張に基づいて訴訟の争点を以下のように明示した上で、以下のように判断した。
1. 本件面会拒否処分についての被告の国家賠償法1条に基づく責任の有無について
  - 本件面会拒否処分が違法であったか否か。
    - 争点1 - 一般的取扱基準は憲法13条・21条に違反するか否か。
    - 争点2 - 仮に一般的取扱基準が違憲でないにしても、面会拒否処分は、名古屋拘置所長の職務上の義務に違反してなされた違法なものか否か。

  - 争点3 - 原告らの被侵害利益または損害の有無
  - 争点4 - 面会拒否処分と深田の損害との因果関係の有無
2. 争点5 - 首席処遇官は木村との面接の際、名古屋拘置所長の処分として原告らとの面会を拒否することを告知したのか、それとも単に名古屋拘置所における死刑確定者に対する面会の取扱い基準を説明したにすぎないのか。

争点1に関する判断
死刑確定者の拘禁は、死刑執行まで死刑確定者を社会から隔離しつつ、逃亡・自殺などを防止し、死刑の適切な執行を確保することが目的であることや、死刑確定者は社会復帰の望みはなく、いずれ生命を絶たれる立場であることから、拘置所内の処遇については社会的不安の除去・施設管理上の必要性からも、その精神状態の安定の確保に対する特段の配慮が必要であることを指摘した。そのような拘禁の趣旨・目的・特質を踏まえ、接見の許否は死刑確定者の心情安定に配慮し、拘置所内の規律および秩序が害されないようにするために制限することが必要かつ合理的であるかを判断して決定すべきであり、その判断は拘置所内の実情に詳しく、死刑確定者の動静などを常時的確に把握しうる立場にある拘置所長の裁量に委ねられており、その裁量権の行使が合理的な範囲内のものであれば、それによる死刑確定者の自由・権利（外部の人間との面会も含む）が制限されることは合法であると判示した。
その上で、原告らの「死刑確定者は監獄法上、未決拘禁者として取り扱われている。監獄法45条1項は、外部からの面会について裁量権を施設側に持たせない規定である」という主張に対しては、死刑確定者の拘禁は刑事被告人（無罪の推定を受けるべき地位にあり、逃亡または罪証隠滅の防止を目的とする未決勾留に伴う制約を除き、原則として一般市民としての自由を保証されている）の勾留とは目的、性格が大きく異なることを指摘し、「死刑確定者の処遇について、刑事被告人と全く同一の扱いを要求するものではない」として、主張を退けた。そして、矯正局長通達・一般的取扱基準ともに合理的なものとして、それらに対する原告側の違憲主張を排斥した。
争点2に関する判断
原告2人が木村と面会を試みるまでの経緯から、「名古屋拘置所長が本件面会の許否を判断するに当たって、原告らとの面会が木村の精神的状態の安定に結び付くと判断できる資料は名古屋拘置所側に存在しなかった」と認定、原告らが「本人の心情安定に資すると認められる者」に該当しないという拘置所長の判断は、裁量を逸脱・濫用したものではないと判示した。
その上で、原告らによる「拘置所長は面会不許可処分を下すにあたり、適切な調査を怠った」という主張については、「原告らの主張する調査のうち、死刑確定者本人に対する面会の意思確認については、その心情の安定に配慮すべき見地からすると、好ましいものとはいえないし、その他、原告らの主張に係る書籍、パンフレット類の内容の調査、接見表の子細な調査等についても、名古屋拘置所長において積極的にこれらの調査を尽くすべき職務上の義務があるとまでは認めることができない。」とした上で、死刑確定者の地位の特殊性上、表現物を出版する過程における活動に制約が生じることはやむを得ないと判示した。そして、拘置所長が木村が手記の出版について積極的移行を有していたことを把握していなかったことから、面会が「外部交通の目的に照らして、本人の権利保護のために必要かつやむを得ないと認められる場合」に該当しないと判断したことは職務上の義務に違反する違法なものではない、と認定した。
争点5に関する判断
木村から面接の願い出が出されて以降の経緯から、首席処遇官の説明については「拘置所職員が在監者に対して行う相談助言の場において、名古屋拘置所における死刑確定者に対する面会の取扱い基準を説明したものにすぎない」として、拘置所長が首席処遇官を通じ、木村に原告らとの面会を拒否することを告知したわけではないと判断した。そのため、首席処遇官の説明によって原告らに損害が発生したとはいえないと結論づけた。
原告側は同判決を不服として控訴したが、東京高裁は同年12月7日に控訴棄却の判決を言い渡し、原告側によって上告提起および上告受理の申立てがなされた。

## 死刑執行
1995年12月21日9時31分、木村修治は収監先の名古屋拘置所で死刑を執行された（45歳没）。法務大臣は宮澤弘で、当時はオウム真理教に対する破防法手続き問題の時期だった。また、同日は「相互アクセス権訴訟」の上告理由書提出日でもあった。名古屋拘置所における死刑執行は、1985年5月31日、愛知県知多郡武豊町の資産家一家3人強盗殺人事件の犯人である元会社社長（当時53歳）に対してなされて以来10年ぶりで、1993年（平成5年）3月の死刑執行再開（前回の執行から3年4か月ぶり）以降では初だった。なおその死刑執行再開以降は、毎年12月上旬に死刑執行が行われていたが、同月上旬には死刑執行はなかったため、安田は同年中の死刑執行はないと考えていた。
木村は刑場まで連行される前、弁護士に連絡を取ろうとしたが、拘置所側から拒否されたため、急いで遺書を書いたと考えられている。その内容は、母宛に「誰もが行く道を 行くだけです。あまり悲しまないでください。本当に ありがとう。そして ごめんなさい」、弁護士宛に「残念です。防御権は 行使できませんでした」、そして獄中の死刑囚の友人たち宛に「頑張れ」と書き残したものだった。小倉孝保 (2011) は、その遺書の内容について「最後まで死刑に抵抗すると約束していたのに、それが果たせず申し訳ないという気持ちを伝える内容だった。」と述べているが、東京・埼玉連続幼女誘拐殺人事件の犯人である宮﨑勤（2008年に死刑執行）の弁護人を務めていた田鎖麻衣子は「（メモを残した）木村さんのケースは例外であって、ほとんどの死刑囚は口頭で最後の言葉を語るだけだと思います」と述べている。
一方で同日10時30分、木村の母親と義姉である日方ヒロコは、ともに木村に面会するために名古屋拘置所を訪れたが、職員から「取り込んでいるので午後にしてくれ」と伝えられた。日方は13時に改めて面会を求めたところ、死刑執行を告げられ、木村の遺体と対面した。日方らに応対した名古屋拘置所の総務部長は、木村の最期について「最後までしっかりして見えました」と述べている。
木村の遺体は同日午後、実母ら親族に引き取られた。安田によれば、木村の遺体の首には太いロープの痕があったものの、遺体には抵抗の痕はなかったという。夕方、遺体は死刑廃止運動を行っている日本聖公会名古屋聖マルコ教会（名古屋市東区白壁一丁目）に運ばれ、同月23日に同所で告別式が執り行われた。同日、遺体は荼毘に付された。
木村の遺骨は翌1996年（平成8年）、同年に死去した母の遺骨とともに同じ墓に納骨されている（後述）。

## 人物評
かつて木村が働いていた一宮の寿司店経営者は、木村を「真面目で几帳面な男」と、逮捕時に勤務していた「初寿司」の社長も「好感の持てる男」とそれぞれ評しており、彼が事件の犯人であることに驚いた反応を見せていた。また、丙は木村を「優しい人」と語っており、近隣住民からも「子煩悩な父親だった」という証言がなされている。上告審で弁護人を担当した中村浩紹も、上告趣意書で木村の家族・親族や関係者らによる証言を総括し、「被告人は、被告人を知る身近な人々の目に、気がやさしく、子供を可愛がり、年寄りを大切にし、仕事も真面目にこなし、自己の意思を通す反面、無口で内向的な性格の持主であると映っている」と評している。
一方で近隣住民や地元のサラ金業者、「寿し富」の客らからは、女性関係にだらしなかった面や、徹夜で麻雀にのめり込んでいたこと、またギャンブルの時だけは一生懸命な一方、それ以外には話題がなかったという面なども証言されている。また、客からは「口数が少なく、愛想がない」という評価もされていた。
Aの父親であるBは、第一審の第9回公判（1981年11月26日）で木村への死刑を望む旨を陳述した際、木村に言いたいことを検察官から尋問され「悪魔」「人の皮を被った鬼」と形容している。
事件当時、愛知県警捜査一課で捜査を指揮した元県警幹部は、木村が取調室でいくつもの電話番号を空んじたり、刑事が電卓で行っていた計算を暗算で行ったりしていたことを挙げ、「ずるい男だが、頭の良い男だったという印象が残っている」と証言している。一方、同課の管理官（警視）だった浅田辰夫は、残忍な犯行を犯した木村の取り調べにあたり「どんな奴か」と身構えていたものの、思いの外素直に自供したことから「人間性は残ってると思った」と述べている。
上告審で木村の弁護を担当した安田好弘は自著で、木村が「麦の会」で死刑廃止を訴える活動に精力的に参加したことで多くの人々から信頼を得ると同時に、「自分のやるべきこと」として、事件を起こすに至った経緯と向き合おうとしていたことを述べている。「出版妨害訴訟」の共同原告の1人であった深田卓は、木村は手記を執筆する中で、自らの人生や犯した罪を真剣に分析し、「生きて償う道」を真摯に考え続けていたと評している。

## 事件後の家族
木村の妻であった乙は事件後、夫と離婚し、子供たちに「父親は海に釣りに行って死んだ」と説明していたが、当時5歳だった木村と乙の長男はなかなか納得しなかった。長男は当時幼稚園児だったが、事件後には当時通っていた幼稚園への登園を拒否され、転園先の幼稚園でもすぐに登園を拒否されていた。乙（1987年時点で37歳）は元夫である木村の死刑が確定した時点で、蟹江町で働きながら長男（当時11歳）や次男（9歳）を養育していた。
木村の母（木村の逮捕当時58歳）は事件直後、それまで事務長を勤めていた大手病院を退職し、「自分一人だけが〔修治〕と責任をともにすればよい」として、長男家族とも絶縁した。一方、彼女（1987年時点で65歳）は同年時点で別の病院に勤めながら、「麦の会」の支援者たちの積極的に接触し、息子の減刑署名に奮闘していた。木村の母は1995年、斎藤充功から取材を受けた際、「被害者のご家族にお詫びをする気持ちは今でも変わりありません」「〔遺族には〕許してもらえないのが当たり前。逆の立場だったら私だって許せない」と語り、事件後は5日の祥月命日には木曽川へ供養に行っていたが、ここ数年は体調を崩し、あまり行けなくなっていることなどを語った。そして、斎藤から「「死刑囚・木村」の母親として現在まで耐えてこられたのは母親としての責任からなんですか。」という質問に対しては、以下のように答えている。
彼女のこの告白を聞いた斎藤は、「その先は、自分を納得させるようなかすかな声であった。母親は息子の命が尽きた時は自分の命も尽きるものと覚悟をしているのではないか。筆者には木村の母親は息子と生死を共有しているように見えてならなかった。母親は木村の所へよく面会にいくという。しかし、絶対に木村の前では優しい母親を演じ、筆者が感じた「覚悟」をさらけだすようなことはしない。そんな、強い意志を持った母親を見たのである。」と述べている。木村の母は息子の死後、1996年（平成8年）4月28日に死去。同年5月11日、日方は木村と彼の母親（自身の養母）の遺骨を、同じ墓に納骨している。鈴木伸元は、重大事件を数多く扱う弁護士たちから取材して得た情報として、木村の例を含め、肉親の中で最後まで加害者を見捨てないのは母親だけである場合が多いという旨を述べている。
木村の兄は弟の逮捕後も、2月からは上司の計らいで職場に出社していたが、約4か月後には転勤で名古屋を離れている。